# 흥화진
흥화진(興化鎭)은 995년에 축조된 고려의 성보이다.

## 개요
강동6주 개척 이후 축조된 성보로서 고려-거란 전쟁 당시 이곳에세 여러 전투가 이루어졌다.
《신증동국여지승람》에는 조선 초까지 둘레 1만 2,580척의 토성이 남아 있었다고 기록되어 있다.